# Новомова в Росії
Новомова в Росії (рос. новоя́з) — штучне словотворення з підміною реальних понять евфемізмами, що використовується владою та державними ЗМІ Російської Федерації для пом'якшення сприйняття населенням різного роду подій, стихійних та воєнних явищ. Термін «новомова» (англ. newspeak) походить із роману-антиутопії Джорджа Орвелла «1984».

## Історія
В Третьому Райху та СРСР для пропаганди активно використовували мовні зм'якшення — зокрема, для того, щоб пом'якшувати сприйняття злочинів. Так, згідно з Lingua Tertii Imperii нацисти використовували терміни «концентраційний табір» (нім. Konzentrationslager) на позначення таборів смерті, «спеціальне лікування» (нім. Sonderbehandlung) — вбивство, «евакуація» (нім. Evakuierung) — примусова депортація тощо. У СРСР таким прикладом була антисемітська кампанія «боротьба з космополітизмом» та інші кліше. Ці пропагандистські методи стали прообразом новомови в романі Орвелла, про що йдеться в доповненні до роману.
Російська новомова почала з'являтись у 2010-і роки. Примітним став доволі різкий перехід російських ЗМІ до слова «хлопо́к» (укр. «ляск») на позначення вибуху, починаючи з 2018 року. Пізніше стало відомо, що подібні евфемізми називають «режимом інформаційного сприяння» (рос. «режим информационного благоприятствования»). Характерно, що навіть дуже сильні вибухи в Росії зі значними жертвами називають «хлопо́к», у той час як щодо інших країн використовують звичайне «взрыв» (укр. «вибух»).
Під час повномасштабного вторгнення в 2022 російська пропаганда почала використовувати значно більше евфемізмів та інших маніпуляцій. Так, війну офіційно називають «спеціальною воєнною операцією», окупацію українських територій «звільненням», а головним ідеологічним виправданням слугує «денацифікація», яка є виключно демонізацією українців та України.

## Приклади

### Приховування внутрішніх проблем
- Беспорядки (укр. безпорядки), волнения (укр. збурення) — масові протести.[9]
- (Более) справедливое распределение налоговой нагрузки (укр. більш справедливий розподіл податкового навантаження) підвищення податків[10][11]
- Вызов (укр. виклик) — криза[9].
- Высвобождение (укр. вивільнення), оптимизация (укр. оптимізація) — звільнення або скорочення працівників[9][12].
- Водопроявление (укр. прояв води) — аварійний витік води[9][12].
- Задымление (укр. задимлення) — пожежа[12]. За даними «Медузи», його використовують для точно встановлених пожеж; коли пожежа дуже значна, пишуть «возгорание» (укр. займання)[6].
- Жёсткая посадка (укр. крута посадка), опрокидывание на бок (укр. перевертання на бік) — аварія на авіатранспорті, навіть зі значними жертвами[12][9][13].
- Корректировка ассортимента (укр. коригування асортименту), недопоставки (укр. недопостачання) — дефіцит[9][12].
- Корректировка цен (укр. коригування цін) — зростання цін.[9]
- Мировая практика (укр. світова практика) — вибірковий досвід інших країн для обґрунтування непопулярних заходів та законів.[14]
- Ограничено готовы к борьбе (укр. обмежено готові до боротьби) — (про служби з ліквідації надзвичайних ситуацій) не мають належного обладнання та співробітників.[9]
- Отрицательный рост (укр. від'ємне зростання) — зниження, погіршення певного показника. Наприклад, рецесія це «від'ємне зростання економіки»[9][12].
- Параллельный импорт  — контрабанда підсанкційних товарів[9].
- Подтопление (укр. підтоплення) — затоплення населених пунктів внаслідок повені[6][12].
- Простой (укр. простій) — безробіття[9].
- Стабильность (укр. стабільність) — стагнація.[14]
- Структурные преобразования (укр. структурні перетворення) — економічна криза[12].
- Термото́чка (скор. від термічна точка) — масштабна лісова пожежа[12].
- Хлопо́к (укр. ляск) — вибух на території РФ; вибухи в інших країнах називають вибухами (рос. взрыв)[6][7]. Найвідоміший приклад російської новомови, який породив культовий український мем про бавовну[15]. Окрім того, вибух газу можуть зм'якшувати до «хлопок газовоздушной смеси» (укр. ляск газоповітряної суміші)[12]. Також може йти разом зі словом «вспышка» (укр. спалах)[9].

Аварії мають багато евфемізмів. Наприклад, зіткнення авіатранспорту можуть назвати «инцидент в небе» (укр. інцидент у небі) або «сближение» (укр. зближення), а зіткнення на землі — «касание» (укр. дотик).

### Цензура
- Иноагент (укр. іноземний агент) — незалежне медіа[16][17][18].
- Меры технологического воздействия (укр. заходи технологічного діяння) — блокування інтернет-ресурсу[9].
- Фейк — інформація не з російських офіційних джерел[9].
- Экстремист (укр. екстреміст) — людина, не згодна з політикою Росії[19][20].

Російські закони для цензури часто мають завуальовані назви або обґрунтування з позитивним забарвленням. Наприклад, часто спираються на «традиційні цінності», «захист дітей від шкідливої інформації» і «наругу над почуттям вірян».

### Виправдання злочинів та агресії
- База Азова — гіпотетична база полку «Азов». Зазвичай під нею приховують завдання удару по цивільних об'єктах. Наприклад, голова МЗС Росії Сергій Лавров заявив, що пологовий будинок в Маріуполі, по якому росіяни завдали удар, назвали «базою Азова»[12][23].
- Волонтёры (укр. волонтери) — російські бойовики та найманці, котрі не належать до збройних сил[1].
- Денацификация (укр. денацифікація) — демонізація українців хибними порівняннями з злочинцями-нацистами, як привід для нападу[24].
- Зелёные человечки (укр. зелені чоловічки), вежливые люди (укр. ввічливі люди) — російські військові без розпізнавальних знаків, які захоплювали та блокували стратегічні об'єкти в Криму 2014 року.[9]
- Киевский режим (укр. київський режим) — одне з частих найменувань України в російських ЗМІ.[9]
- Наёмники (укр. найманці) — іноземці, що воюють у складі Сил оборони України. Слід зауважити, що на відміну від справжніх найманців в російських ПВК, іноземці в Силах оборони воюють або на добровольчих засадах, або офіційно вступають до ЗСУ та отримують виплати[1].
- Нацисты, фашисты, бандеровцы (укр. нацисти, фашисти, бандерівці) — українці (або інші народи), які прагнуть жити на своїй території незалежно від Росії[12].
- Недружественные страны (укр. недружні країни) — країни, що проводять самостійну політику і не піддаються на тиск Росії.[9]
- Оранжевые революции (укр. помаранчеві революції) — кольорові революції. Фраза-лякало для дискредитації масових протестів як способу впливу на владу.[14]
- Освобождение (укр. звільнення) — приховування збройної агресії під нібито благородними намірами відновлення справедливости та миру[25].
- Превентивный удар (укр. запобіжний удар) — завуалювання необґрунтованості вторгнення[12].
- Русофобия (укр. русофобія) — кліше, що застосовується до тих, хто критикує Росію, будь-яких росіян або висловлює неприязнь до них. Цих людей також звинувачують у ксенофобії або нацизмі[26].
- Специальная военная операция (укр. спеціальна воєнна операція), СВО — повномасштабне вторгнення в Україну[12][19][27]. Поняття «війна» заперечують на всіх рівнях[7].
- Эвакуация (укр. евакуація), спасение заложников (укр. порятунок заручників) — примусова депортація українців на територію РФ[12][28]. Примітно, що нацисти використовували перше слово в тому ж значенні[2][3].

### Приховування воєнних невдач
- Активная оборона (укр. активна оборона) — вживається на позначення наступу для применшення очікувань у разі невдачі. Відомо про застосування в 2023 року щодо боїв за Авдіївку[29].
- Дискредитация российской армии (укр. дискредитація російської армії) — будь-яка критика російських військових чи сумнів у них[12].
- Жест/шаг доброй воли (укр. жест/крок доброї волі) — вимушений відступ російських військових через поразку[12]. Таку риторику використовували під час відступу з півночі України в квітні 2022, а потім під час відходу з острова Зміїного в червні 2022 року. Після цього фраза стала мемом та почала активно використовуватись для насмішки над російською новомовою[30][31][1].
- Крейсер потерял устойчивость и погиб в условиях штормового моря (укр. крейсер втратив рівновагу і загинув в умовах шторму) — затоплення крейсера «Москва» українськими ракетами[12].
- Передислокация (укр. передислокація), перегруппировка (укр. перегрупування), отвлекающие мероприятия (укр. заходи для відвертання уваги) — відступ російської армії[12]. Також використовують «кардинальное сокращение боевой активности» (укр. докорінне скорочення бойової активності)[19][31].

## У масовій культурі
Російські ЗМІ часто використовують щодо місцевих військових розробок словосполучення «аналогов нет» (укр. аналогів немає) або «не имеет аналогов в мире» (укр. не має аналогів у світі), звідки виник термін «аналоговнєт» як дисфемізм щодо будь-чого, створеного в Росії. Подібним є міф про «другу армію світу»: деякі аналітики вважали, що російська армія є другою за бойовими спроможностями після армії США, що активно поширювалось росіянами. Втім, це кліше стало ще одним об'єктом насмішок після численних російських невдач у війні з Україною.
З початком російського вторгнення в Україну в лютому 2022 року російська новомова стала предметом частих насмішок в українському суспільстві. Вибухи на підконтрольних Росії територіях стали називати словом «бавовна» (через те, що в російській ці слова є омографами — рос. хло́пок і рос. хлопо́к).
Дуже розмиті формулювання та оксюморони російської пропаганди породили численні насмішки та пародії в українському інфопросторі. Так, затоплення крейсера «Москва» в Україні називали «негативним випливанням на поверхню», з'явились «від'ємний наступ» — відступ росіян та інші.